# Banjarmasin
Banjarmasin je hlavním městem Jižního Kalimantanu v Indonésii. Nachází se na ostrově v soutoku řek Barito a Martapura. Kvůli tomu je Banjarmasin někdy nazýván „říční město“. Ve městě žije přibližně 662 tisíc obyvatel, podle sčítání lidu v roce 2010 to bylo přesně 625 395.

## Klima
Podle Köppenovy klasifikace má Banjarmasin rysy tropického a savanového klimatu. Teploty jsou v průběhu roku stálé, průměrně se pohybují kolem 27 °C. Ve městě není nic jako období sucha, ale objevují se zde pravidelná vlhčí a sušší období. Od listopadu do května trvá vlhčí část roku, kdy měsíčně spadne i přes než 200 milimetrů srážek, zatímco od června do října spadne za měsíc asi 120 milimetrů vody. Ročně tak ve městě spadne téměř 2 600 milimetrů dešťových srážek.

## Historie
Nejstarší doložená civilizace na ostrově je z doby existence království Nan Serunai. Tato pohanská říše ale zanikla a byla vystřídána buddhistickým královstvím Tanjungpuri. Ve čtrnáctém století byl Banjarmasin součástí hinduistického království Negara Dipa. V 15. století se sem rozšířil Islám. Nizozemci zapojili město do své obchodní sítě v roce 1606. Britská Východoindická společnost (EIC) začala obchodovat s městem v 1614. V 1703 tam EIC vystavěla velkou továrnu, kterou ale místní obyvatelé zničili o čtyři roky později. Společnost EIC se znovu pokusila navázat s městem obchodní vztahy v rozmezí let 1736 a 1746, ale pokusy byly neúspěšné. Navíc tehdejší sultán podepsal v roce 1747 smlouvu s Nizozemci, která jim přiřkla obchodní monopol. V roce 1787 se město stalo nizozemským protektorátem. Banjarmasin zůstal hlavním městem regionu (i Nizozemského Bornea) až do začátku války v Banjarmasinu v roce 1859, kdy se nizozemské ředitelství raději přestěhovalo do města Martapura, aby se vyhnulo nepokojům. Dějiny města popisuje kronika Hikayat Banjar.
V roce 1930 bylo ve městě 66 000 obyvatel a v roce 1990 se toto číslo vyšplhalo na 444 000.
Město se stalo hlavním cílem Japonců během japonské okupace Indonésie za druhé světové války. Banjarmasin byl obsazen 10. února 1942, na konci války byl osvobozen.

## Administrativa
Město Banjarmasin je rozděleno do pěti okrsků ("kecamatanů").
- Banjarmasin Selatan (Jižní Banjarmasin) – kde v roce 2010 žilo 146 068 obyvatel.
- Banjarmasin Timur (Východní Banjarmasin) – kde v roce 2010 žilo 111 912 obyvatel.
- Banjarmasin Barat (Západní Banjarmasin) – kde v roce 2010 žilo 143 461 obyvatel.
- Banjarmasin Tengah (Centrální Banjarmasin) – kde v roce 2010 žilo 91 700 obyvatel.
- Banjarmasin Utara (Severní Banjarmasin) – kde v roce 2010 žilo 132 340 obyvatel.

## Demografie
Přibližně 96 % populace jsou muslimové. V menšině jsou protestanti, katolíci, hinduisté a buddhisté. Ve městě také sídlí římskokatolická diecéze Banjarmasin.

## Ekonomika
Mezi hlavní ekonomická odvětví patří doprava (26,1 % HDP města), zpracovatelský průmysl (24,9 %) a obchod (16,5 %). Hlavními odvětvími ve zpracovatelském průmyslu je výroba překližky, zpracování ratanu a výroba gumy. Banjarmasin je také již dlouho znám jako centrum obchodu s drahokamy, zejména s diamanty a rubíny.

## Doprava
Pod Banjarmasin spadá letiště Syamsudin Noor, které leží asi 25 km od města. Město je také napojeno na přístav Trisakti, který umožňuje vývoz gumy, pepře, dřeva, zlata a diamantů. Z tohoto přístavu také vyplouvají trajekty.
Město je lemováno vodními kanály, které slouží primárně k zavlažování, ale které místní využívají i k dopravě s malými veslicemi. Kanály jsou náchylné k záplavám. Mnoho zdejších domů je postaveno na kůlech přímo nad vodou.
Banjarmasin je nejbližším městem od velkého přístavu Taboneo. Spolu s přístavem Tanjung Bara představují největší přístavy pro nakládání uhlí v Indonésii.

## Zajímavá místa
Mešita Sabilal Muhtadin, stojící na nábřeží, je dominantou města. Byla postavena v roce 1979 a při páteční modlitbě pojme několik tisíc věřících.
Ve městě se nachází také státní univerzita (Universitas Lambung Mangkurat, UNLAM).
Na západním okraji města se nachází plovoucí tržiště, kde se nakupující i prodávající pohybují na lodích. Je to tradiční trh a je považován za jeden z městských identifikačních znaků.

## Sport
Město má profesionální fotbalový klub, který hraje v 1. lize, PS Barito Putera.

## Kuchyně
Typické místní jídlo je „soto banjar“, polévka podávaná s limetkou. Dalším tradičním jídlem je „ketupat kandangan“, polévka z kokosového mléka podávaná často s kuřecím nebo rybím masem.